# جان انساین
جان انساین (انگلیسی: John Ensign؛ زاده ۲۵ مارس ۱۹۵۸ ‏(۶۷ سال))  سناتور سابق عضو جمهوری‌خواه بود. وی در سال ۲۰۰۱ تا ۲۰۱۱ میلادی سناتور ایالت نوادا در سنای ایالات متحده آمریکا بود.